# Patlicha
Patlicha es una localidad del estado mexicano de Guerrero. Es parte del municipio de Copanatoyac.

## Toponimia
El nombre «Patlicha» proviene de los términos en náhuatl: patli, medicina; chantli, casa. Su significado es «Casa de la medicina».

## Demografía
| Gráfica de evolución demográfica |
|                                  |

| Censo | Población |
| ----- | --------- |
| 1900  | 423       |
| 1910  | 455       |
| 1921  | 314       |
| 1930  | 366       |
| 1940  | 325       |
| 1950  | 336       |
| 1960  | 554       |
| 1970  | 557       |
| 1980  | 846       |
| 1990  | 1 035     |
| 2000  | 939       |
| 2010  | 1 235     |
| 2020  | 1 210     |